# Saint-Marcellin-lès-Vaison
Saint-Marcellin-lès-Vaison ist eine französische Gemeinde mit 335 Einwohnern (Stand 1. Januar 2022) im Département Vaucluse in der Region Provence-Alpes-Côte d’Azur. Sie gehört zum Kanton Vaison-la-Romaine im Arrondissement Carpentras.

## Geografie
Saint-Marcellin-lès-Vaison liegt ungefähr zwei Kilometer östlich von Vaison-la-Romaine im Norden des Départements Vaucluse. Weitere umliegende Gemeinden neben Vaison sind Saint-Romain-en-Viennois, Entrechaux und Crestet. Nächstgrößere Stadt ist das 20 km entfernte Carpentras im Süden.
Die Gemeinde befindet sich nordöstlich der Felsenlandschaft Dentelles de Montmirail. Der Fluss Ouvèze bildet einen Teil der südwestlichen Gemeindegrenze. Entlang der nordwestlichen Grenze fließt der Lauzon, der als rechter Nebenfluss in die Ouvèze mündet. Das Gemeindegebiet gehört seit 2021 zum Regionalen Naturpark Mont-Ventoux.
Die Gemeindefläche ist mit 3,56 km² eine der kleinsten im Département Vaucluse.

## Verkehr
Der westliche Gemeindeteil wird von der Route départementale D938 gestreift, die von Vaison-la-Romaine nach Carpentras führt. Die von dort abzweigende D205 geht auf ost-westlicher Achse quer durch den Ort in Richtung Faucon.

## Geschichte
Mehrere wichtige Funde deuten auf eine römische Anwesenheit hin. An der nah an Vaison-la-Romaine gelegenen Fundstätte standen wahrscheinlich zahlreiche römische Villen.
Urkundlich erwähnt wurde der Ort zum ersten Mal im zwölften Jahrhundert. Saint-Marcellin-lès-Vaison war zu der Zeit ein Lehnsgut mit einer Mauerfestung und einfachen Häusern.
Im Zuge der Einrichtung der Départements wurde die Gemeinde in den Bezirk Nyons im Département Drôme integriert. Davor gehörte sie zum Comtat Venaissin. Im August 1793 erfolgte die Eingliederung ins Département Vaucluse.

### Einwohnerentwicklung
| Jahr      | 1962 | 1968 | 1975 | 1982 | 1990 | 1999 | 2006 | 2008 |
| --------- | ---- | ---- | ---- | ---- | ---- | ---- | ---- | ---- |
| Einwohner | 102  | 109  | 146  | 196  | 271  | 284  | 336  | 343  |

## Sehenswürdigkeiten

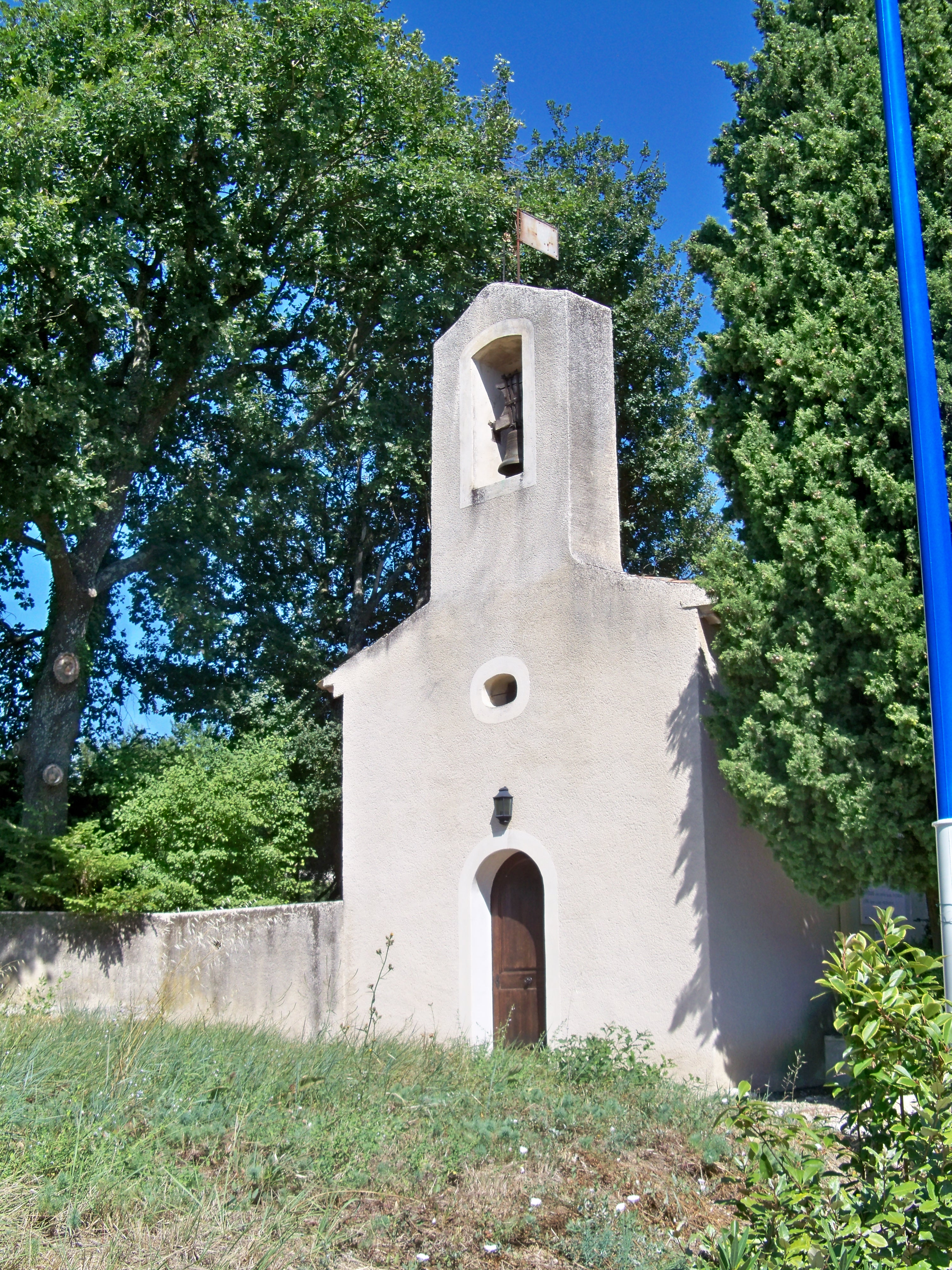
Kapelle Saint Marcellin

- Château de Taulignan (und zerstörte Kapelle)
- Kapelle Saint Marcellin